# Генрих I (граф Шампани)

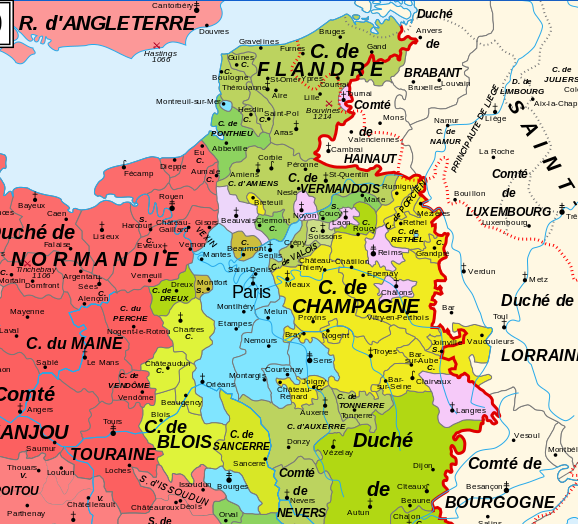
Графство Шампань на карте северо-восточной Франции

Генрих I Щедрый (фр. Henri 1er le Libéral; декабрь 1127 — 16 марта 1181,Труа) — граф Шампани и Бри (1152—1181), старший сын Тибо II Великого, графа Шампани и Матильды Каринтийской. Брат королевы Адели Шампанской, супруги короля Людовика VII Французского.

## Биография
Генрих принимал участие во Втором Крестовом походе. Он вёз рекомендательное письмо от Бернарда Клервоского к византийскому императору Алексею I Комнину. Его имя стоит в списке присутствующих нотаблей на собрании, проведённом Балдуином III Иерусалимским в Акре 24 июня 1148 года.
По смерти своего отца Генрих получил Шампань. Остальные владения отца (Блуа, Шартр, Сансерр и Шатоден) получили младшие братья в качестве вассалов.
Генрих стал сюзереном приблизительно 2 тысяч вассалов — немногие феодалы Франции могли с ним в этом сравниться. Благодаря этому, Шампанское графство стало одним из самых безопасных мест для торговли, что привело к бурному развитию ярмарок в Шампани. Эти ярмарки стали центрами торговых и финансовых операций, на которые съезжались торговцы не только со всей Франции, но и со всей Европы.
Двор графа, располагавшийся в Труа, стал известным литературным центром. Например, писатель Уолтер Мап был одним из тех, кто гостили здесь. Учёный Стивен Алинерр был одним из придворных Генриха, в 1176 году он стал канцлером графства.

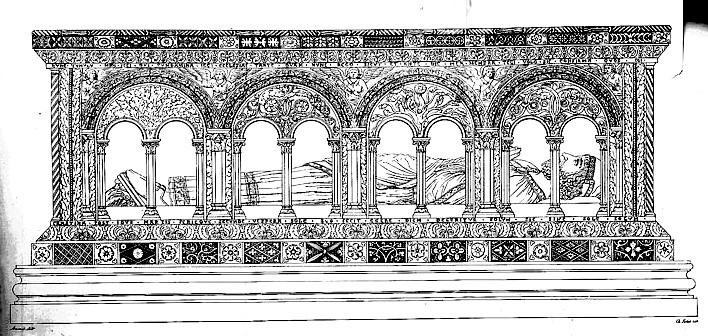
Гробница Генриха Шампанского

В 1179 году Генрих снова отправился в Иерусалим с группой французских рыцарей, включая его родственников Пьера де Куртене (брата Людовика VII) и Филиппа де Дрё, епископа Бове. На обратном пути, возвращаясь через Малую Азию, Генрих был захвачен сельджукским султаном Рума Кылыч-Арсланом II, который держал его в плену до выплаты выкупа. Выкуп заплатил византийский император, Генрих был освобождён, но вскоре умер.

## Семья и дети
Жена: (с 1164) Мария Французская (1145—1198), дочь Людовика VII Молодого, короля Франции и Элеоноры Аквитанской. Имели 4-х детей:
- Схоластика Шампанская (ум. 1219); м- Гийом IV (ум. 1226), граф де Макон.
- Генрих II Шампанский (1166—1197), пфальцграф Шампани, затем король Иерусалима.
- Мария Шампанская (1174—1204); м- (с 1186) Бодуэн IX Фландрский (ум. 1206), граф Фландрии и граф Геннегау, затем император Латинской империи.
- Тибо III Шампанский (1179—1201), граф Шампани.